# Jean Leclercq
Jean Leclercq (Avesnes-sur-Helpe, 31 gennaio 1911 – Clervaux, 27 ottobre 1993) è stato un religioso francese dell'abbazia di Clervaux in Lussemburgo, specialista di San Bernardo di Chiaravalle e della sua spiritualità.
Ha insegnato alla Pontificia Università Gregoriana a Roma. La sua opera principale è L'amore delle lettere e il desiderio di Dio : Iniziazione agli autori monastici del Medioevo, opera consigliata da professori universitari specializzati in storia della spiritualità monastica.

## Opere
- Un umanista eremita. Il b. Paolo Giustiniani (1476-1528), ed. ita. a.c. dei Monaci Benedettini di Praglia, 2009, pp, 270.
- Saint Bernard mystique, vol. 1 e 2, Desclée de Brouwer, 1948, 494 pp.
- Saint Bernard et l'esprit cistercien, Seuil, 1986, 187 pp.
- Nouveau visage de Bernard de Clairvaux. Approches psycho-historiques, Parigi, Cerf, 1976, 181 pp.
- L'amour des lettres et le désir de Dieu: initiation aux auteurs monastiques du Moyen Age, Cerf, 1957 [1991], 271 pp.
- Raccolta di studi su San Bernardo e i suoi scritti, vol. 1, Roma, Edizioni di Storia e Letteratura, 1962, pp 369.
- Regards monastiques sur le Christ au Moyen Age, Desclée de Brouwer, 1993, pp. 261.